# Mario (Film)
Mario ist ein Filmdrama von Marcel Gisler, das am 27. Januar 2018 bei den Solothurner Filmtagen seine Premiere feierte. Der Film kam am 22. Februar 2018 in die Schweizer und am 18. Oktober 2018 in die deutschen Kinos.

## Handlung
Von seinem ehrgeizigen Vater unterstützt, träumt Mario von einer Karriere als Fußball-Profi. Er spielt als Stürmer für die U 21 der BSC Young Boys und hofft, in die erste Mannschaft des Berner Vereins aufzusteigen. Unerwartete Konkurrenz erhält er eines Tages von Leon, der aus Hannover in die Schweiz gezogen ist. Die beiden Rivalen auf dem Fußballplatz hegen bald Gefühle füreinander. Unbeholfen nähern sich der offensive Leon und Mario einander an, nachdem sie gemeinsam eine Spielerwohnung bezogen haben.
Als Gerüchte über Mario und Leon in Umlauf kommen, werden beide von den Mannschaftskollegen gemobbt. Mario ringt mit sich, hält sich aber an die Linie seines Beraters und des Klubverantwortlichen, um seine Karriere nicht zu gefährden. Er leugnet die Liebesbeziehung und legt sich eine Alibifreundin zu. Leon hält dagegen dem Druck nicht stand und seine sportliche Leistung beginnt zu stagnieren; schließlich verlässt er den Club und zieht zurück nach Deutschland. Mario versucht noch, ihn aufzuhalten, Leon aber lässt sich nicht erweichen und verlässt Mario.
Trotz der Selbstverleugnung gelingt es Mario, sich als Profifußballer durchzusetzen, und er wechselt schließlich zum FC St. Pauli in Hamburg, in der Nähe von Leons Heimat. Seine beste Freundin Jenny zieht mit nach Hamburg und spielt dort seine Freundin. Nach mehreren Monaten aber hält sie die Lügerei nicht mehr aus und macht Schluss mit Mario. Auch Mario hat Probleme, seine Homosexualität zu verleugnen, und greift immer öfter zu Schlaftabletten, damit er überhaupt zur Ruhe kommen kann.
Nachdem seine Alibibeziehung gescheitert ist, macht Mario sich auf den Weg zu Leon. Dieser teilt ihm mit, dass er mittlerweile eine Ausbildung zum Tontechniker absolviert habe und nur noch Amateurfußball spiele. Er gibt sich kühl, auch als Mario ihm sagt, dass er jeden Tag an ihn denke. Kurze Zeit später taucht Leons neuer Freund auf, und Mario verlässt die Wohnung. Er sieht nicht mehr, wie Leon sich die Tränen von den Wangen wischt.
Am Schluss sieht der Zuschauer, wie Mario mit seinen Mannschaftskollegen das Fußballfeld betritt. Nach einem Torerfolg sieht man, wie Mario leer in die Zuschauermenge schaut.

## Produktion

### Idee und Drehbuch
„Man darf viele Emotionen ausdrücken und sich praktisch überall berühren, aber es darf im Fussball nicht schwul sein – diese Grenze darf nicht überschritten werden. Schliesslich will man als «ganzer Mann» wahrgenommen werden und da hat Homosexualität nichts zu suchen.“

Regie führte Marcel Gisler, der gemeinsam mit Thomas Hess auch das Drehbuch schrieb. Zu seiner Motivation, ein schwules Liebesdrama in der Fußballszene anzusiedeln, sagte Gisler in einem Fernsehinterview, es gebe in der Filmindustrie den Fachbegriff «Unique Selling Point»; dieser orientiere sich daran, was ein Filmprojekt einzigartig mache. Ihn persönlich habe es überrascht, dass noch nie ein Kinofilm über Homosexualität im Fußball produziert worden sei. Auf dem Fußballfeld verlange man von den jungen Männern Kampfgeist, Siegeswillen und Durchsetzungsvermögen, Eigenschaften, die viele ausschließlich heterosexuellen Männern zutrauten. Mit diesem Vorurteil habe er aufräumen wollen. Bei der Vorbereitung nahm Gisler auch Kontakt zu Marcus Urban auf, dem ersten als homosexuell geouteten Fußballspieler Deutschlands. Urban war ein vielversprechendes Nachwuchstalent in der DDR und beendete seine Karriere mit 22 Jahren, weil er sich dem gesellschaftlichen Druck nicht mehr gewachsen fühlte. Urban las eine frühe Fassung des Drehbuchs und bemerkte dazu, die Sprache der Männer in der Kabine sei viel zu freundlich dargestellt, in Wirklichkeit gehe es wesentlich vulgärer zu.
Gisler macht vor allem wirtschaftliche Faktoren dafür verantwortlich, dass sich Profifußballer nicht outen, und sagte vor der Premiere des Films in Solothurn: „Der Fussball ist ein Testosterongeschäft, da wird ein traditionelles Männlichkeitsbild vermarktet.“ So lange sich dieses Bild so gut verkaufe, sei ein schwuler Fussballer ein Tabu, das letztlich einem modernen Liebesverbot gleiche. Weiter erklärte der Regisseur: „Man darf viele Emotionen ausdrücken und sich praktisch überall berühren, aber es darf im Fussball nicht schwul sein – diese Grenze darf nicht überschritten werden. Schliesslich will man als «ganzer Mann» wahrgenommen werden und da hat Homosexualität nichts zu suchen.“

### Dreharbeiten
Sieben Jahre sollten vergehen, ehe 2017 die Dreharbeiten aufgenommen wurden. Zuvor hatten Probleme bei der Stoffentwicklung und der Finanzierung zu Verzögerungen geführt. Co-Autor Thomas Hess und Gisler hatten das Filmprojekt zunächst in der deutschen Fußball-Bundesliga ansiedeln wollen, waren auf der Suche nach einem Produzenten jedoch darauf verwiesen worden, dass bereits Projekte zum Thema in der Drehbuchentwicklung seien. Sie entschieden sich daraufhin, den Spielort von Mario in die Schweiz zu verlegen. Triluna-Film-Produzent Rudolf Santschi war  mit seiner Förderanfrage beim Bundesamt für Kultur dreimal abgewiesen worden, ehe er Theres Scherer-Kollbrunner von der Berner Carac Film ins Boot geholt und über die Zürcher Filmstiftung und die kantonale Berner Filmförderung eine Doppelfinanzierung erreicht hatte. Das Produktionsbudget belief sich letztlich auf 3,5 Millionen Schweizer Franken.
Für die Titelrolle konnte Gisler Darsteller Max Hubacher verpflichten, der den Regisseur mit „seiner Ausstrahlung“ überzeugte. Auf Aaron Altaras stieß Gisler über eine deutsche Casting-Agentur, nachdem das Drehbuch speziell nach einem deutschen Spieler verlangt hatte. Gisler benannte vor allem die Gegensätzlichkeit der beiden Schauspieler als Besetzungsentscheidung. Die Dreharbeiten fanden ab April 2017 in Bern, Solothurn und Hamburg statt. Zunächst wurde fünf Wochen in der Schweiz gefilmt, wo unter anderem Szenen in der Berner Altstadt und im Stade de Suisse im Wankdorfquartier entstanden. Maßgeblich unterstützt wurde die Produktion von den BSC Young Boys und dem FC Bern, die sowohl mit Trikots und Infrastruktur aufhalfen. Als „logistische Herausforderung“ beschrieb Gisler die Dreharbeiten innerhalb des Stadions des Fußballvereins, die sich der Trainingshoheit der ersten Mannschaft unterordnen mussten. Abschluss fanden die Dreharbeiten in Hamburg, wo zwei Wochen lang unter anderem im Millerntor-Stadion des FC St. Pauli gefilmt wurde. Gisler bezeichnete die dort inszenierte Abschlussszene mit rund 30.000 Zuschauern als „die teuerste Szene“ des Films.

## Veröffentlichung
Gislers Film feierte am 27. Januar 2018 bei den Solothurner Filmtagen seine Uraufführung. In der Deutschschweiz wurde das Drama 22. Februar zur öffentlichen Vorführung freigegeben. Im August desselben Jahres wurde der Film beim Locarno Festival gezeigt, im September beim Queer Screen Film Festival in Australien und hiernach beim Filmfest Hamburg, wo neben dem Regisseur und den beiden Hauptdarstellern Spieler und Funktionäre des FC St. Pauli anwesend waren. Teilweise spielt der Film auch in Hamburg. Die Kinostartpremiere folgte am 15. Oktober im Kino International in Berlin in Anwesenheit von Gisler, Hubacher, Altaras und Moravec. Der Kinostart in Deutschland erfolgte am 18. Oktober 2018. Am 30. Oktober 2018 wurde der Film in den USA als Blu-Ray und DVD veröffentlicht.

## Rezeption

### Kritiken
In einer Kritik der SDA in der Aargauer Zeitung heißt es, der Film konzentriere sich auf die Selbstverleugnung, auf das innere Dilemma des Protagonisten Mario, der mit sich ringt, sich Leon hingibt, sich wieder zurückzieht und sich sogar eine Alibifreundin zulegt. Diese Zerrissenheit spiele Max Hubacher überzeugend: „Mario ist weder laut noch aufrührerisch oder auf grosse politische Wirkung zielend. Vielmehr erzählt Gisler die stille, aber umso berührendere Geschichte einer grossen Liebe, die sich letztlich so auch in einem anderen Kontext eines 'Liebesverbots' zutragen könnte.“

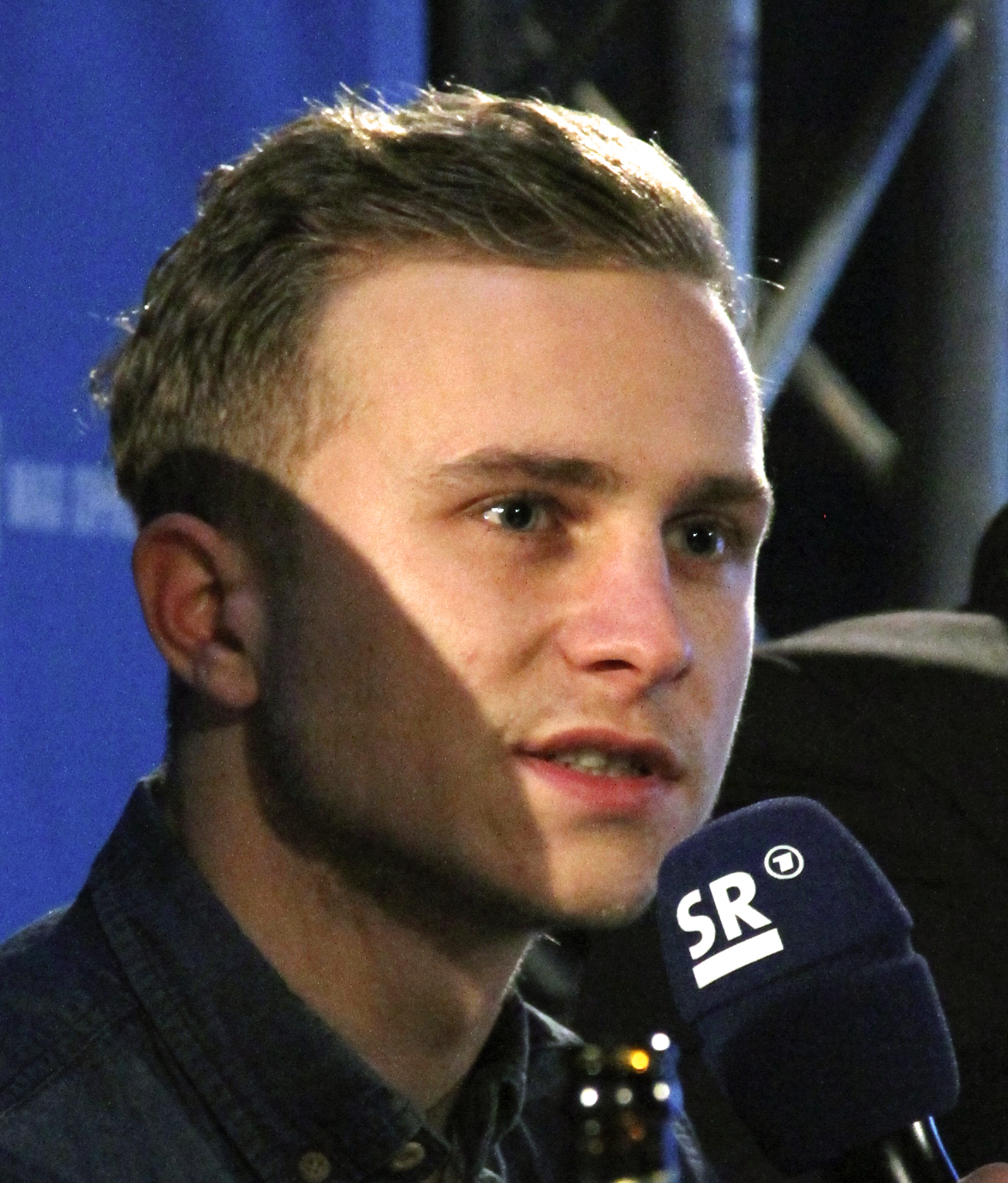
Hauptdarsteller Max Hubacher erhielt ausnahmslos positive Kritiken für sein Spiel im Film.

Jürg Zbinden schrieb in der Neuen Zürcher Zeitung, dass der Film einen „mehr denn bloss sportiven Beitrag“ zum Thema Homosexualität im Profifußball leiste und „eine sich und den Zuschauern Zeit lassende Anklage gegen das Leugnen und Totschweigen, gegen Lug und Trug“ sei. Er lobte sowohl Sophie Maintigneuxs Kameraführung als auch das Spiel der beiden Hauptdarsteller: „Aaron Altaras mutet wie die Erscheinung eines sizilianischen Jünglings aus dem Taormina des Fotografen Wilhelm von Gloeden an, Max Hubacher spielt überzeugend den privatim nach Unauffälligkeit trachtenden Schweizer [...] Gerne würde man erfahren, wie es mit Mario weitergeht“.
Christoph Petersen von filmstarts.de bezeichnete den Film als „im Kern zwar präzise beobachtetes, an den Rändern aber bisweilen klischeehaftes Drama“ mit „zwei ganz starken Hauptdarstellern“. Mario folge „keinesfalls einer typischen RomCom-Dramaturgie mit märchenhaftem Happy End. Stattdessen bleibt Gisler seinen Figuren und seiner Thematik bis zum Schluss treu. Er erkennt konsequent und wertungsfrei an, was es bedeutet, es als homosexueller Sportler im Fußballgeschäft zu etwas bringen zu wollen“. Für „den ganz großen Wurf“ reiche der Film dennoch „nicht, weil die Autoren an vielen Stellen doch lieber den offensichtlichen statt den subtileren Weg gehen, was dem Drama auch etwas von seiner emotionalen Durchschlagskraft kostet“.
Manfred Riepe von epd Film befand, dass Gisler Mario „die schwer zu fassende, aber umso nachhaltigere Homophobie des Sportbetriebs [...] unaufgeregt und differenziert“ inszeniert habe. Trotz zwei Stunden Spielzeit sei die Produktion „keine Minute zu lang. Ein stiller aber wuchtiger Film mit überzeugenden Fußballszenen. Der Blick auf den nächsten Bundesliga-Spieltag“ verändere sich, nachdem man den Film gesehen habe. Cath Clarke vom Guardian meint, auch wenn sich der Film mit zwei Stunden ein wenig lang anfühle, handele es sich bei Mario um ein einfühlsames menschliches Drama. Die strenge Altersfreigabe ab 18 Jahren fühle sich jedoch zu hart an.

### Besucherzahlen
In der Deutschschweiz zählte die Produktion nach dem ersten Vorführwochenende 2.958 Besucher bei einem Schnitt von nur zwölf Kopien. Der Film stieg damit hinter Die Verlegerin (2017), I, Tonya (2017) und Wendy 2 – Freundschaft für immer (2018) als vierthöchster Neueinsteiger auf Platz 15 der deutschschweizerischen Kinocharts ein. Mario hielt sich eine weitere Woche in den Top 25 und konnte bis Jahresende rund 5.110 Besucher in der Schweiz verbuchen.

## Auszeichnungen
Chicago International Film Festival 2018
- Nominierung für den Gold Q-Hugo (Marcel Gisler)[20]

FilmOut San Diego 2018
- Auszeichnung als Bester internationaler Spielfilm (Marcel Gisler)

Filmfest Hamburg 2018
- Nominierung für den Art Cinema Award des internationalen Verbands der Filmkunsttheater[21]

Schweizer Filmpreis 2018
- Auszeichnung als Bester Hauptdarsteller (Max Hubacher)
- Auszeichnung als Beste Nebendarstellerin (Jessy Moravec)
- Nominierung als Bester Spielfilm (Marcel Gisler)
- Nominierung für das Beste Drehbuch (Marcel Gisler und Thomas Hess)